# Omieg kozłowiec
Omieg kozłowiec (Doronicum clusii (All.) Tausch) – gatunek rośliny z rodziny astrowatych. Występuje w górach środkowej i południowej Europy – w Pirenejach, Alpach i Karpatach. W Polsce wyłącznie w Tatrach i jest tu rośliną pospolitą.

## Morfologia

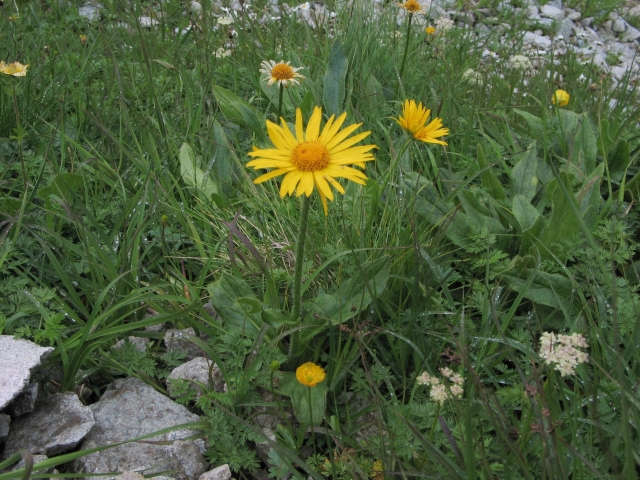
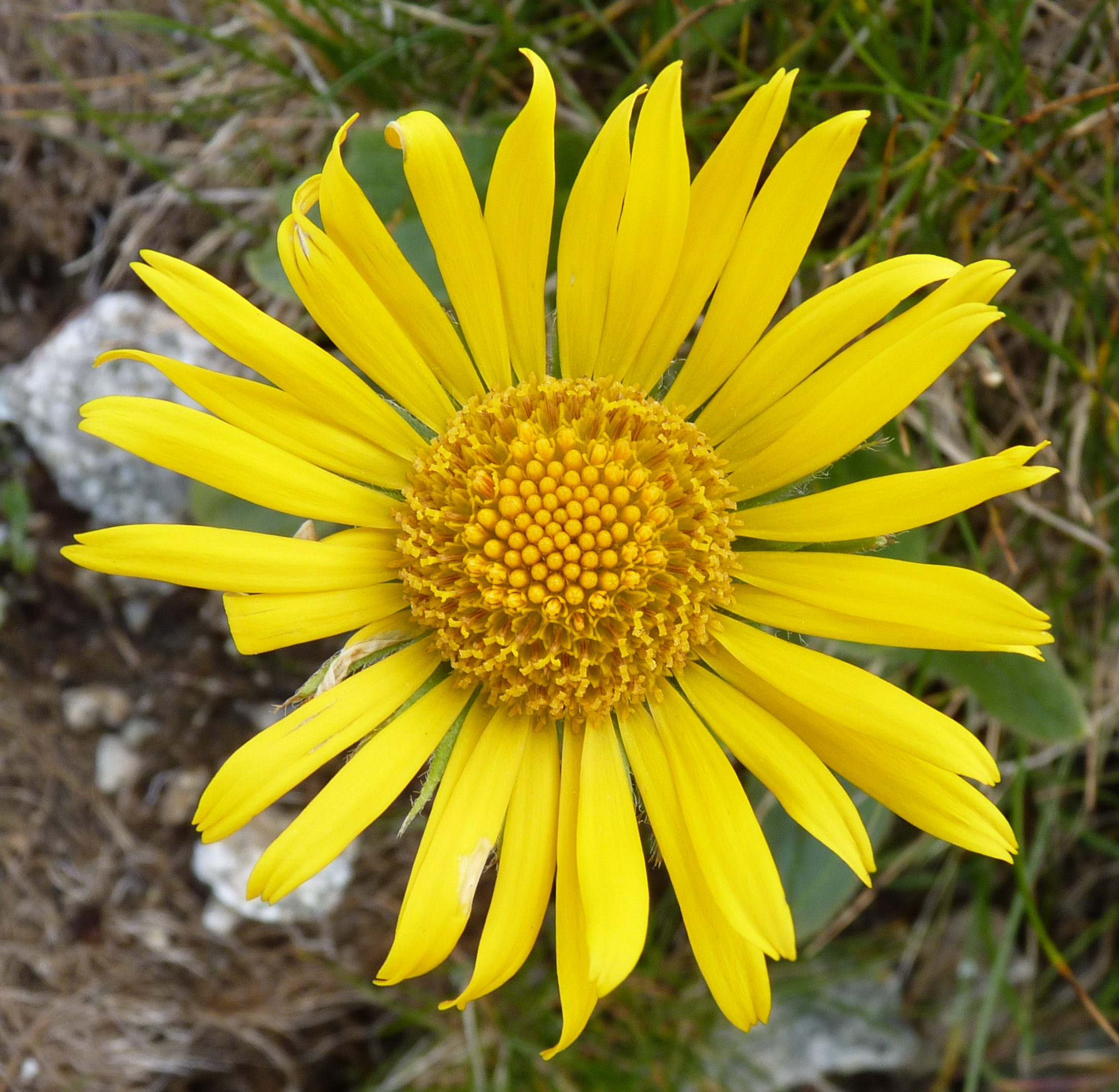
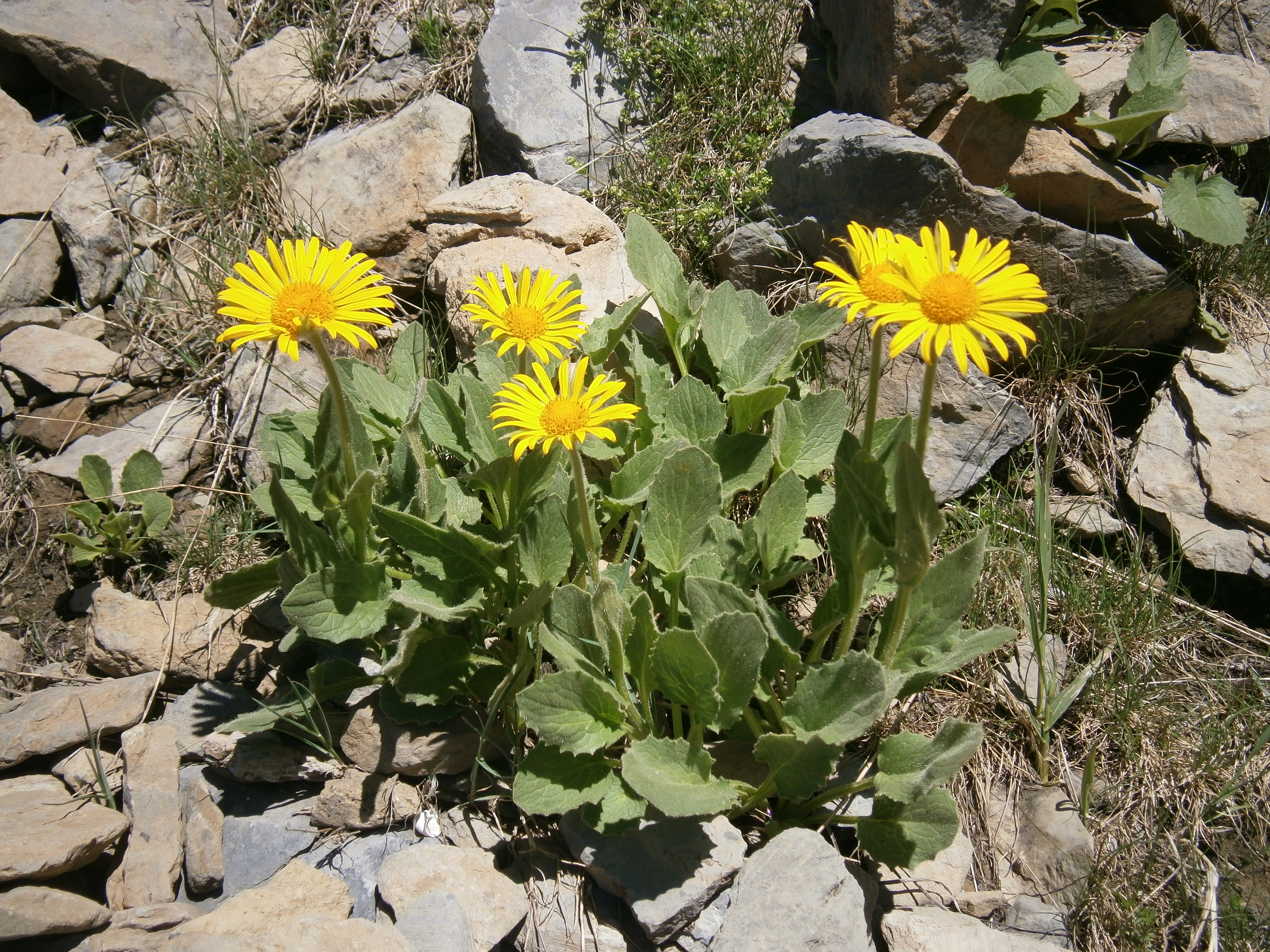

ŁodygaDelikatnie owłosiona wyrasta z różyczki liści odziomkowych. Jest wzniesiona, dość gruba i nie rozgałęzia się. Ma wysokość do 40 cm. Na szczycie łodygi pojedynczy koszyczek kwiatowy.
LiścieSzorstko owłosione liście odziomkowe ułożone w rozetę przy ziemi. Wyrastają na ogonkach, mają okrągławo-jajowaty lub podługowaty kształt, są całobrzegie lub nieco ząbkowane. Wyrastające naprzemianlegle liście łodygowe są wąskoowalne lub lancetowate, siedzące. Wszystkie liście są gęsto i szorstko owłosione z wszystkich stron kędzierzawymi, prostymi lub splątanymi włoskami (bez gruczołków).
KwiatyPojedynczy koszyczek kwiatowy złożony z żółtych żeńskich kwiatów języczkowych na zewnątrz i obupłciowych rurkowych kwiatów wewnętrznych. Średnica kwiatostanu około 6 cm. Okrywa koszyczka z wełnisto owłosionymi i pokrytymi gruczołkami łuskami.
OwocNiełupka z puchem kielichowym.

## Biologia i ekologia
- Rozwój: bylina. Kwitnie w drugiej połowie czerwca. Im wyżej rośnie, tym pora kwitnienia późniejsza. Roślina wiatrosiewna[6].
- Siedlisko: wysokogórskie murawy i ziołorośla na podłożu bezwapiennym. Jedna z najbardziej wysokogórskich roślin, (oreofit), występuje od wysokości 1400 m n.p.m. Główny obszar jej występowania to dwa najwyższe piętra Tatr: piętro halne i turniowe. W Tatrach jest rośliną pospolitą. Swoim zasięgiem sięga na najwyższe szczyty Tatr (Gerlach, 2655 m n.p.m.)[5]

## Nazewnictwo
- Górale nazywali ongiś omieg „kozim zielem” – wierzyli, że likwiduje zawroty głowy i dlatego kozice wykopują i zjadają jego kłącza[6].
- Często mylony jest z arniką górską. Nieprawidłowo nazywany jest też kozłowcem górskim[6].
- Gatunkowa nazwa łacińska pochodzi od francuskiego botanika Charlesa de L'Écluse, znanego też pod nazwiskiem Clusiusa[5].